# Антейл, Джордж
Джордж Антейл (англ. George Antheil, крещен как Георг Карл Иоганн Антейл, 8 июля 1900, Трентон — 12 февраля 1959, Нью-Йорк) — американский композитор, пианист, изобретатель.

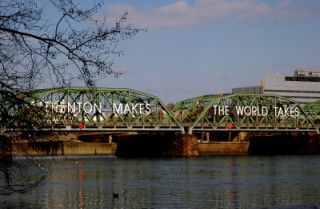
Трентон

## Биография
Родился в семье лютеранских эмигрантов в США из Юго-Западного Пфальца в Германии. По словам одного из биографов, Джордж был с детства до того помешан на музыке, что мать отослала его в глушь, где ни у кого нет фортепиано. Однако он и здесь нашёл выход и через музыкальный магазин Барлоу в Трентоне заказал себе фортепиано. Младшим братом Джорджа был Генри У. Антейл-младший, дипломатический курьер, погибший 14 июня 1940 года, когда его самолёт был сбит над Балтийским морем.
С 1916 учился фортепианному искусству — сначала у Константина фон Штернберга в Филадельфии, затем у Эрнеста Блоха в Нью-Йорке, у которого он получил и начатки композиции. В 1923 перебрался с женой в Париж. Сблизился со Стравинским, Эриком Сати, Кокто, Пикассо, Джойсом, Эзрой Паундом, Хемингуэем, Натали Барни. Паунд посвятил творчеству Антейла эссе (вошло в его книгу «Трактат по гармонии»), подруга Паунда Ольга Радж исполняла скрипичные сонаты Антейла.
Умер от инфаркта миокарда.

## Творчество
Самая известная работа Антейла — Механический балет (1924), он задумывался как музыка к фильму Дадли Мёрфи и Фернана Леже, сопровождал этот скандально знаменитый фильм, но впоследствии исполнялся как отдельный концертный номер. В 1932 Антейл вернулся в США, с 1936 работал в Голливуде.

## Сочинения

### Оперы
- Transatlantic (1930)
- Helen Retires (1931)
- Volpone (1949—1952, по Бену Джонсону)
- The Wish (1954)
- Venus in Africa (1954)
- The Brothers (1954)

### Сочинения для оркестра
- Ballet Mécanique (1924)
- Jazz Symphony (1925)
- Piano Concerto (1926)
- Decatur at Algiers (1943)
- Violin Concerto (1946)
- Hot-time Dance (1948)
- McKonkey’s Ferry (1948)
- Symphony No. 5 (1947—1948)
- Symphony No. 6 (1947—1948)
- Tom Sawyer — California Overture (1949)

### Камерные и инструментальные сочинения
- String Quartet No. 1 (1924)
- String Quartet No. 2 (1927)
- Violin Sonatina (1945)
- Piano Sonata No. 3 (1947)
- Piano Sonata No. 4 (1948)
- Violin Sonata No. 4 (1948)
- String Quartet No. 3 (1948)
- Trumpet Sonata (1951)

### Музыка к фильмам
- Once in a Blue Moon (1935)
- The Scoundrel (1935)
- Человек с равнины (1936)
- Уступи место завтрашнему дню (1937)
- The Buccaneer (1938)
- Angels Over Broadway (1940)
- Adventure in Diamonds (1940)
- That Brennan Girl (1946)
- Plainsman and the Lady (1946)
- Specter of the Rose (1946)
- Along the Oregon Trail (1947)
- Повторное исполнение (1947)
- Tokyo Joe (1949)
- The Fighting Kentuckian (1949)
- Мы были чужими (1949)
- Стучись в любую дверь (1949)
- В укромном месте (1950)
- Дом у реки (1950)
- Сирокко (1951)
- Actors and Sin (1952)
- Снайпер (1952)
- The Juggler (1953)
- Target Hong Kong (1953)
- Hunters of the Deep (1954)
- Не как чужой (1955)
- Помешательство (1955)
- Air Power (1956)
- The Young Don’t Cry (1957)
- Гордость и страсть (1957)

## Другие сочинения и изобретения
Написал криминальный роман Смерть в темноте (1930) и автобиографию Нехороший музыкальный мальчик (1945). В годы Второй мировой войны выступал как репортер. Вместе с Хэди Ламарр в 1942 получил патент США № 2 292 387 «Секретная система связи» (Secret Communication System), в котором речь идет о системах связи, включающих передачу ложных каналов на разных частотах. Они стали основой для связи с расширенным спектром (spread spectrum), которая сегодня широко используется в мобильной телефонии, Wi-Fi и GPS.